# ريان فينلي (لاعب كرة قدم أمريكية)
ريان فينلي (بالإنجليزية: Ryan Finley)‏ هو لاعب كرة قدم أمريكية أمريكي، ولد في 26 ديسمبر 1994 في فينيكس في الولايات المتحدة.

## وصلات خارجية
- ريان فينلي على موقع مرجع كرة القدم المحترفة.كوم (الإنجليزية)